# نعیم صدام
نعیم صدام (انگلیسی: Naeem Saddam؛ زادهٔ ۱۵ اوت ۱۹۶۹) بازیکن فوتبال اهل عراق بود.
از باشگاه‌هایی که در آن بازی کرده‌است می‌توان به باشگاه فوتبال نیروی هوایی و باشگاه فوتبال الصناعه اشاره کرد.
وی همچنین در تیم‌های ملی فوتبال زیر ۲۰ سال عراق و عراق بازی کرده‌است.